# Adam Schreiber
Adam Schreiber (Galveston, 20 febbraio 1962) è un ex giocatore di football americano statunitense che ha militato nel ruolo di centro e long snapper nella National Football League (NFL).

## Carriera
Schreiber fu scelto nel corso del nono giro (243º assoluto) del Draft NFL 1984 dai Seattle Seahawks, giocandovi per una sola stagione. In seguito fece parte anche dei New Orleans Saints (1985), dei Philadelphia Eagles (1986-1988), dei New York Jets (1988-1989), dei Minnesota Vikings (1990-1993), dei New York Giants (1994-1996) e degli Atlanta Falcons (1997-1999). Con questi ultimi nel 1998 disputò l'unico Super Bowl della carriera, perso contro i Denver Broncos. È considerato uno dei pionieri dei moderni long snapper.

## Palmarès
- National Football Conference Championship: 1

Atlanta Falcons: 1998